# Myrmecaelurus badkhysi
Myrmecaelurus badkhysi är en insektsart som beskrevs av Krivokhatsky 1992. Myrmecaelurus badkhysi ingår i släktet Myrmecaelurus och familjen myrlejonsländor. Inga underarter finns listade i Catalogue of Life.